# Cairn des Grays
Le cairn des Grayes (ou dolmens des Grays) est un groupe de trois dolmens situé à Billiers dans le département français du Morbihan.

## Protection
Le cairn des Grays est inscrit au titre des monuments historiques par arrêté du 17 août 1934.

## Description
Le cairn des Grays est situé à une cinquantaine de mètres de la falaise surplombant la côte nord de l'estuaire de la Vilaine, non loin de la pointe de Pen Lan, sur la commune morbihanaise de Billiers, à proximité du dolmen du Crapaud.
Le cairn mesure de 20 à 30 m de diamètre mais il est très dégradé. Il renferme trois dolmens à couloir en ruine. La chambre de l'un des dolmens est compartimenté par des cloisons internes. Les dolmens sont enfouis jusqu'à la hauteur des tables.
Sa configuration est comparable à celle du site de Larcuste (Colpo, Morbihan).